# يوناس هوفمان (لاعب كرة قدم)
يوناس هوفمان (بالألمانية: Jonas Hofmann)‏ هو لاعب كرة قدم ألماني في مركز الوسط، ولد في 7 فبراير 1997 في بامبرغ في ألمانيا. لعب مع نادي نورنبرغ.

## وصلات خارجية
- جوناس هوفمان على موقع قاعدة بيانات كرة القدم.إي يو (الإنجليزية)
- جوناس هوفمان على موقع عالم كرة القدم.نت (الإنجليزية)